# Bobby Collins (piłkarz)
Bobby Collins, właśc. Robert Young Collins (ur. 16 lutego 1931 w Glasgow, zm. 13 stycznia 2014 w Leeds) – szkocki piłkarz występujący na pozycji obrońcy, a także trener.

## Kariera klubowa
Collins karierę rozpoczął w 1949 roku w Celtiku i występował tam do roku 1958. W tym czasie wraz z zespołem zdobył mistrzostwo Szkocji (1954), a także dwukrotnie Puchar Szkocji (1951, 1954). W 1958 roku przeszedł do angielskiego Evertonu, grającego w Division One i spędził tam cztery lata.
W 1962 roku Collins przeszedł do Leeds United z Division Two, a w sezonie 1963/1964 awansował wraz z nim do Division One. W sezonach 1964/1965 oraz 1965/1966 wraz z klubem wywalczył natomiast wicemistrzostwo Anglii, a sezonie 1964/1965 został również wybrany Piłkarzem roku w Anglii.
Na początku 1967 roku odszedł do Bury z Division Two, z którym w sezonie 1966/1967 spadł do Division Three. W kolejnym wraz z zespołem awansował jednak z powrotem do Division Two i jako zawodnik Bury, Collins występował tam przez jeden sezon.
Następnie grał w szkockim Greenock Morton, a także w australijskich drużynach Sydney Hakoah oraz Ringwood City. W 1972 roku wrócił do Anglii, gdzie w sezonie 1972/1973 był zawodnikiem Oldham Athletic z Division Three. W następnym sezonie Collins reprezentował barwy irlandzkiego Shamrock Rovers, a potem zakończył karierę.

## Kariera reprezentacyjna
W reprezentacji Szkocji Collins zadebiutował 21 października 1950 w wygranym 3:1 meczu British Home Championship z Walią, a 19 maja 1957 w wygranym 2:1 pojedynku eliminacji mistrzostw świata 1958 ze Szwajcarią strzelił swojego pierwszego gola w drużynie narodowej.
W 1958 roku został powołany do kadry na mistrzostwa świata. Zagrał na nich w spotkaniach z Jugosławią (1:1), Paragwajem (2:3; gol) oraz Francją (1:2), a Szkocja zakończyła turniej na fazie grupowej.
W latach 1950–1965 w drużynie narodowej Collins rozegrał 31 spotkań i zdobył 10 bramek.

## Kariera trenerska
W swojej karierze trenerskiej Collins prowadził Huddersfield Town z Division Three, a także Hull City oraz Barnsley z Division Two.